# 배글리급 구축함

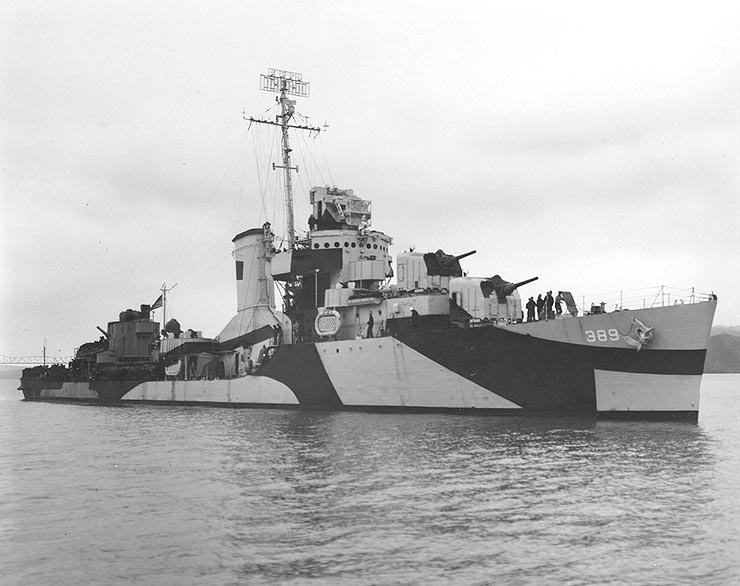
배글리급 구축함

배글리급 구축함(Bagley-class destroyer)은 구축함 8척으로 구성된 급으로, 미국 해군을 위해 건조되었다. 이 함선은 런던 해군 군축 회담에 따라 배수량이 1,500톤으로 제한되고 1930년대에 건조된 일련의 USN 구축함 중 일부였다. 8척의 군함은 모두 1935년에 주문 및 건조되었으며 이후 1937년에 완성되었다. 이 군함의 배치는 동시에 건조된 그리들리급 구축함 설계를 기반으로 했으며 벤험급과도 유사했다. 세 가지 급 모두 미국 구축함 사상 가장 무거운 어뢰 무장인 21인치(533mm) 어뢰 발사관 16개를 포함하고 있다는 점에서 주목할 만한다. 이 배들은 머핸급 구축함의 연료 효율이 높은 발전소를 유지했기 때문에 그리들리급 구축함보다 속도가 약간 느렸다. 그러나 이 배들은 그리들리보다 1,400해리(2,600km) 더 먼 머핸급의 확장된 범위를 가졌다. 배글리급 구축함은 단일 굴뚝 주변의 눈에 띄는 외부 트렁크로 인해 시각적으로 쉽게 구별되었다.
배글리급 구축함 8척은 모두 1941년 12월 7일 진주만 공격에 참여했다. 이들 구축함은 모두 제2차 세계 대전 중 태평양에서 복무했으며 자비스, 블루, 헨리는 전투에서 패했다. 1944년 머그퍼드는 가미카제 공격으로 인해 막대한 피해를 입어 6개월 동안 전투에서 제외되었다. 랄프 탤벗은 나중에 오키나와에서 가미카제 공격을 받았다. 전쟁이 끝난 후 배글리, 헬름, 패터슨은 1945년에 퇴역하고 1947년에 폐기되었다. 아직 취역 중인 머그퍼드와 랄프 탤벗은 1946년 비키니 환초에서 열린 크로스로드 작전 원자폭탄 실험의 표적이 되었다. 방사선에 오염되어 1948년 콰잘레인 환초 앞바다 자침되었다.

## 같이 보기
- 그리들리급 구축함
- 미국의 구축함 함급 목록